# Кунья, Ромариу
Ромариу Фернандеш Кунья (порт. Romário Fernandes Cunha; родился 21 марта 2008 года в Рибейра-ди-Пена, Португалия) — португальский футболист, вратарь юношеской команды клуба «Брага».

## Клубная карьера
Ромариу начинал карьеру в детской команде из родного посёлка Рибейра-ди-Пена. Транзитом через «Спорт Вила Реал и Бенфика» он в 2020 году оказался в системе «Браги» и с тех пор выступает за её юношеские команды (с перерывом на аренду в «Палмейраш» в сезоне 2021/22). В 2024 году голкипер заключил со своим клубом первый профессиональный контракт.

## Карьера в сборной
Ромариу с 2022 года представляет Португалию на юношеском уровне. В 2025 году в составе сборной Португалии до 17 лет он играл на юношеском чемпионате Европы в Албании. На этом турнире Ромариу был «первым номером» во всех 5 матчах, включая финальный поединок с французами, который отстоял «насухо», и тем самым внёс весомый вклад в завоёванное его национальной командой звание чемпионов Европы среди юношей. Суммарно за юношеские сборные Португалии Ромариу провёл 19 матчей, в которых пропустил 12 голов.

## Достижения
Сборная Португалии (до 17 лет)
- Чемпион Европы (до 17 лет) (1): 2025